# Clapper Bridge von Achnamara

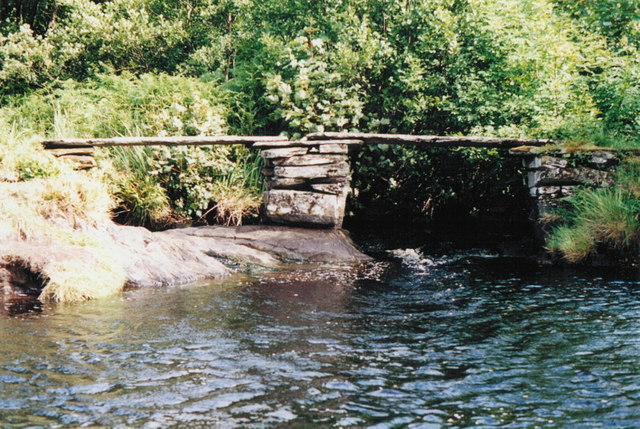
Clapper Bridge von Achnamara

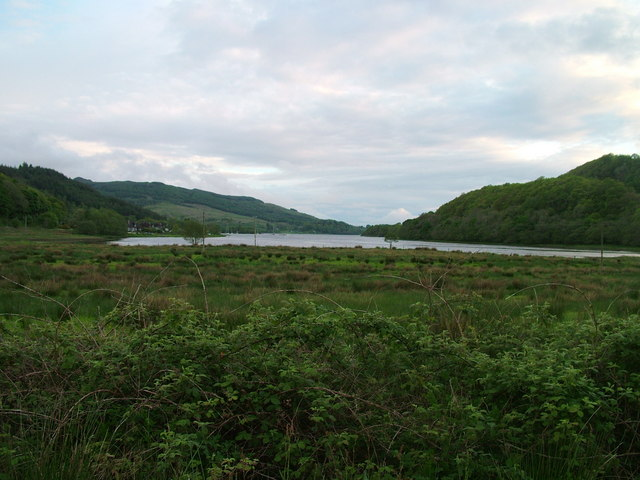
Loch Sween und Achnamara

Die Clapper Bridge von Achnamara (auch Knapdale; Barnagad Burn oder Loch Sween genannt) liegt am Nordende des Loch Sween, in der Nähe von Lochgilphead, in Argyll and Bute in Schottland. 
Die Clapper bridge südwestlich des Dorfes Achnamara, 50 m westlich der Straße, ist die letzte erhaltene einer Gruppe von Steinplattenbrücken in Mid Argyll.
Der Standort der Brücke, etwa 40 m von der Mündung des Barnagad Burn in den nordöstlichen Arm der Meeresbucht Loch Sween, war gut gewählt. Ein Felskamm an der Flutmarke stützt die Brücke und fungiert als partieller Damm, der stromaufwärts ein Becken bildet, das die Kraft des Bachwassers auf das Bauwerk verringert. Die Brücke mit einem Mittelpfeiler hat eine Gesamtlänge von 7,0 m. Ihre Südhälfte überspannt den Hauptstrom, während die andere den Überlauf des Beckens überspannt. Die massiven, leicht konischen Schieferplatten der Lauffläche sind etwa 4,0 und 3,1 m lang, 0,77 m bis 0,9 m breit und jeweils 100 mm dick. Etwa 0,3 m von den schmaleren Enden befinden sich Löcher mit einem Durchmesser von 100 mm, die wahrscheinlich zum Manövrieren verwendet werden. Die Enden der Platten ruhen auf quadratischen Platten entsprechender Dicke, die von dem etwa 1,4 m hohen Mittel- und den beiden Widerlagerpfeilern getragen werden. 
Currie beschrieb 1830 die Geldbuße, die im Jahr 1684 gegen den Laird of Oib Graham verhängt worden war. Er sollte im 17. Jahrhundert eine Steinbrücke über dem Bach von Achnamara errichten.